# Lamont Bentley
Lamont Bentley (* 25. Oktober 1973 in Milwaukee, Wisconsin als Artimus Lamont Bentley; † 19. Januar 2005 in Kalifornien) war ein US-amerikanischer Schauspieler und Rapper.

## Karriere
Bentley wurde als Artimus Lamont Bentley in Milwaukee, Wisconsin geboren, wuchs jedoch in Los Angeles auf, da seine Mutter Loyce in Hollywood versuchte ihre Karriere als Sängerin anzukurbeln. Bentley begann seine Karriere als Kinderschauspieler, indem er in Werbespots und als Gastschauspieler in TV-Serien mitspielte, bevor er eine Rolle in der kurzlebigen Sitcom South Central, in welcher unter anderem auch Jennifer Lopez und Shar Jackson mitwirkten, im Jahre 1994 ergatterte.
Ralph Farquhar, der Creator von South Central engagierte Bentley als Hauptrolle für die Sitcom Moesha, welche für sechs Staffeln auf UPN ausgestrahlt wurde. Nach dem Ende von Moesha begann Bentley erstmals auch als Rapper zu arbeiten und trat 2001 als C-Money neben Dr. Dre und Snoop Dogg im Hip-Hop-Film The Wash auf. Im selben Jahr mimte er den Rapper Tupac Shakur in der, für das Fernsehen produzierten MC-Hammer-Filmbiografie Too Legit: The MC Hammer Story.

## Tod
Am Morgen des 19. Januars 2005, verstarb Bentley bei einem Autounfall südlich des kalifornischen Ventura County. Er fuhr gerade auf der Autobahn Highway 118 in der Nähe des Simi Valleys (ca. 47 km nordwestlich von Los Angeles) als sein Fahrzeug mit hoher Geschwindigkeit von der Straße abkam und eine Böschung herabrollte. Dabei wurde Bentley aus dem Wagen geschleudert und flog auf eine Fahrbahn, wo er von fünf verschiedenen Autos überrollt wurde und seinen tödlichen Verletzungen erlag. Er hinterließ seine zwei Töchter Artesia und Brazil.

## Filmografie
- 1995: Tales from the Hood
- 1996–2001: Moesha
- 1997: A Day in the Life of Mia
- 1999: The Breaks
- 2001: Gabriela
- 2001: The Wash
- 2004: Shards
- 2005: Die Letzten Mieter (The Tenants)
- 2007: A Day in the Life